# Pinhâni
Pinhâni ist eine türkische Alternative-Rock-Band, die im Jahr 2004 gegründet wurde.

## Geschichte
Im Jahr 2006 erschien das Debütalbum İnandığın Masallar. Vor allem die Single-Auskopplungen Hele Bi Gel und Dön Bak Dünyaya wurden sehr erfolgreich.
Im Jahr 2008 gewann Pinhani einen Altın Kelebek Award in der Kategorie Beste Newcomer-Gruppe.
Der im Jahr 2020 veröffentlichte Song Dünyadan Uzak wurde ebenfalls ein großer Erfolg. Weitere bekannte Hits der Band sind Ne Güzel Güldün oder Beni Sen İnandır.
Des Weiteren entstanden Kollaborationen mit bekannten türkischen Musikern wie Nilüfer, Ümit Besen oder Kalben.
Die Band veröffentlichte über die letzten 15 Jahre mehrere Alben.

## Diskografie

### Alben
- 2006: İnandığın Masallar
- 2008: Zaman Beklemez
- 2012: Başka Şeyler
- 2016: Kediköy
- 2018: On Türkü (Konzeptalbum)
- 2019: Yollar Bizi Bekler
- 2021: Küçük Bir Evde
- 2023: Hayali
- 2024: Öz Deyişler

### Livealben
- 2013: Canlı Yayın
- 2019: Konserdeyim
- 2020: Konserdeyim 2

### Kollaborationen
- 2009: Festival 2009 (mit Kenan Doğulu & Ceza)
- 2019: Çekirdekten (mit Cihan Mürtezaoğlu)
- 2023: Beraber Beraber (mit Yayla Trio)

### EPs
- 2020: Evde Kayıt
- 2020: Yalnızlık Zor
- 2025: Yok İstemem

### Singles
| - 2006: İstanbul'da - 2006: Hele Bi Gel - 2006: Ben Nasıl Büyük Adam Olucam - 2006: Dön Bak Dünyaya - 2006: Beni Al - 2006: Yıldızlar - 2008: Ağlama - 2008: Dursana Dünya - 2008: Ne Güzel Güldün - 2008: Düğün Dernek - 2008: Zaman Beklemez - 2008: Sevmekten Usanmam - 2011: Çok Aşık - 2011: Dünya Dönüyor (mit Nilüfer) - 2012: Yitirmeden - 2012: Bana Hediye - 2013: Gönül Dağı - 2013: Bir Varmışım Bir Yokmuşum - 2013: Uçtu Uçtu - 2013: Ya Sen Olmasaydın - 2013: Sevduğum Yanımda Uyusun (mit Ayşenur Kolivar) - 2014: Dur Söyleme - 2015: Düşmanmışız Gibi - 2015: Yıllar Sonra - 2016: Geri Dönemem - 2016: Beni Sen İnandır - 2016: Sen Olmayınca - 2016: Nehirler Durmaz | - 2016: Bir Anda (mit Ümit Besen) - 2017: Yollar - 2018: Kendinden Usandırma - 2018: Peki Madem (mit Melis Danişmend) - 2019: İyi Değilim Ben (mit Kalben) - 2019: Kefen Giydim - 2019: Üzülmeyelim - 2020: Hikayeler Tükendi - 2020: Ankara Gel Dedi - 2020: Dünyadan Uzak - 2020: Çok Alıştım Sana - 2020: Beni Böyle Sevemezsin - 2020: Aşk Bir Mevsim - 2020: Ben de Delirdim - 2020: Sabah Türküsü - 2021: Tomorrow is Beautiful - 2021: Aşk Bir Mevsim - 2022: Bilir O Beni - 2022: Kimse Görmesin Seni - 2023: Girdim İçeri (mit Yayla Trio) - 2023: Şimdi Başka (mit Yayla Trio) - 2023: Sakinleştim - 2023: Macera - 2023: İyi Böyle - 2024: Her Şey Sen Kokuyor - 2024: Geldik Sonuna Kadar - 2024: Bir Güzele Bağlandım - 2025: Sevmemişiz Gibi Farz Edelim |

Quelle:

## Auszeichnungen
- 2008: Altın Kelebek Award in der Kategorie Beste Newcomer-Gruppe
- 2009: Kral Türkiye Müzik Award in der Kategorie Beste Film-/Serienmusik (für Hele Bi Gel)